# Oratorio di San Sebastiano de' Bini
L'oratorio di San Sebastiano de' Bini, detto anche "spedalizzo" o  "spedaluzzo di Santo Spirito", è un luogo di culto cattolico che si trova in via Romana a Firenze.

## Storia
Verso il 1290 qui sorse l'ospedale di Santo Spirito, per accogliere i pellegrini di passaggio da e verso Roma, come molte altre strutture analoghe lungo le attuali via Senese e via Romana. Questa struttura era stata creata grazie a una donazione testamentaria di Folco Portinari, padre della famosa Beatrice cantata da Dante e benefattore anche dell'arcispedale di Santa Maria Nuova. L'ospedale sorse come sede fiorentina dell'ospedale di Santo Spirito in Saxia di Roma. Il suo oratorio era di proprietà della parrocchia di San Felice in Piazza. Resta del XIII secolo uno stemma nella parte destra della facciata, che indicava la disponibilità ad aiutare i pellegrini.
Venne ampliato dalla famiglia Bini che possedeva molte case lungo l'attuale via Romana nelle strette vicinanze dell'ospedale, tra cui il futuro palazzo Torrigiani oggi sede dell'antistante Museo della Specola. Tra il 1490 (realizzazione della facciata e ristrutturazione dell'interno) e il 1525 (creazione del coro), fu dedicato a san Sebastiano, protettore dei malati di peste. Nel 1594 ospitò la Congregazione della dottrina cristiana, organizzata dal beato Ippolito Galantini, finché questa non si spostò poi in via Palazzuolo col nome di Congregazione dei Vanchetoni, dal nome popolare degli appartenenti all'ordine che andavano silenziosi ("cheti") piegati sotto i loro cappucci.

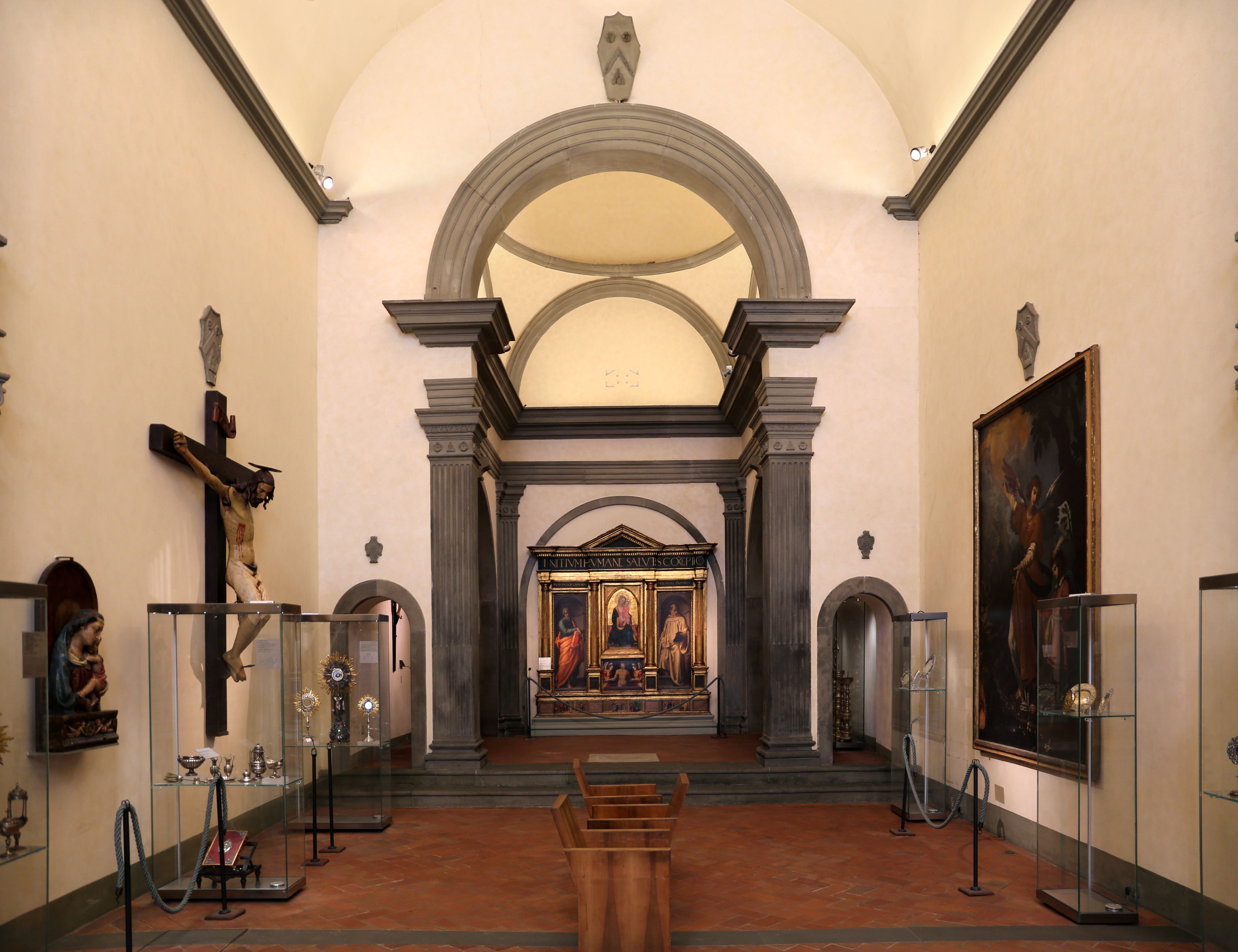
Interno

Nel 1613 vi fu organizzata la Compagnia di Santa Maria dell'Impruneta detta dei Bini, dal 1632 affiliata con l'ordine di San Filippo Neri, su iniziativa del venerabile Pietro Bini. Nel 1744 passò ai certosini e nel 1774 fu trasformato in ospizio, per venire poi definitivamente soppresso nel 1808, quando vennero secolarizzati numerosi istituti religiosi in tutta la città, su disposizione napoleonica.
Nel XIX e XX secolo l'ospizio vide periodi di degrado alternati a periodici recuperi, con la dispersione di gran parte delle collezioni di opere e profonde modifiche degli spazi interni. Negli anni 1950 l'oratorio venne sconsacrato e destinato a magazzino. Solo nel 1996, per volontà del parroco Gianfranco Rolfi, i locali vennero sgombrati dalle sovrastrutture e restaurati con il contributo dell'Ente Cassa di Risparmio di Firenze. Contemporaneamente si avviò un progetto di recupero delle opere un tempo nell'oratorio.
Negli anni novanta, dopo un lungo e attento restauro, l'Oratorio è stato riaperto alle visite, grazie alla sorveglianza dei volontari dell'Associazione culturale "Conoscere Firenze".

## Descrizione

### Architettura
La facciata è composta in maniera essenziale con un portale ad arco al centro e due monofore in alto, ai lati, tra le quali si apre un oculo.
L'interno è composto da un'aula voltata a botte, sulla quale si apre la scarsella del presbiterio, con cupoletta e leggermente rialzata da due gradini, oltre che affiancata da due ambienti aperti anche verso l'aula con due portalini ad arco. Elementi quali la linea d'imposta della volta, l'arcone della scarsella, le paraste con architrave di due altari laterali e le cornici di portali e finestre sono tutti in pietra serena, che spicca sull'intonaco bianco nel più tipico stile fiorentino. Vari stemmi dei Bini (con scaglione, accompagnato in capo da due rose e in punta da un monte di sei cime) ornano le pareti e i capitelli. La parte presbiteriale è opera di Baccio d'Agnolo.

### Opere d'arte
La parete destra della navata è decorata da un affresco quattrocentesco entro una nicchia con Crocifissione con san Giovanni e la Maddalena, mentre sul lato opposto si trova una composizione fatta da una nicchia che contiene una statua lignea di San Sebastiano, titolare della chiesa, opera di Leonardo del Tasso policromata da Filippino Lippi, con ai lati le tavole con San Giovanni evangelista e la Maddalena di un seguace di Botticelli, forse Arcangelo di Jacopo del Sellaio, opere originariamente provenienti da un altro altare; raccorda il tutto un cielo con Angelo seicentesco, attribuito a Giovanni Bilivert, lo stesso autore della tela dell'Angelo custode (1626), commissionata da Pietro Bini.

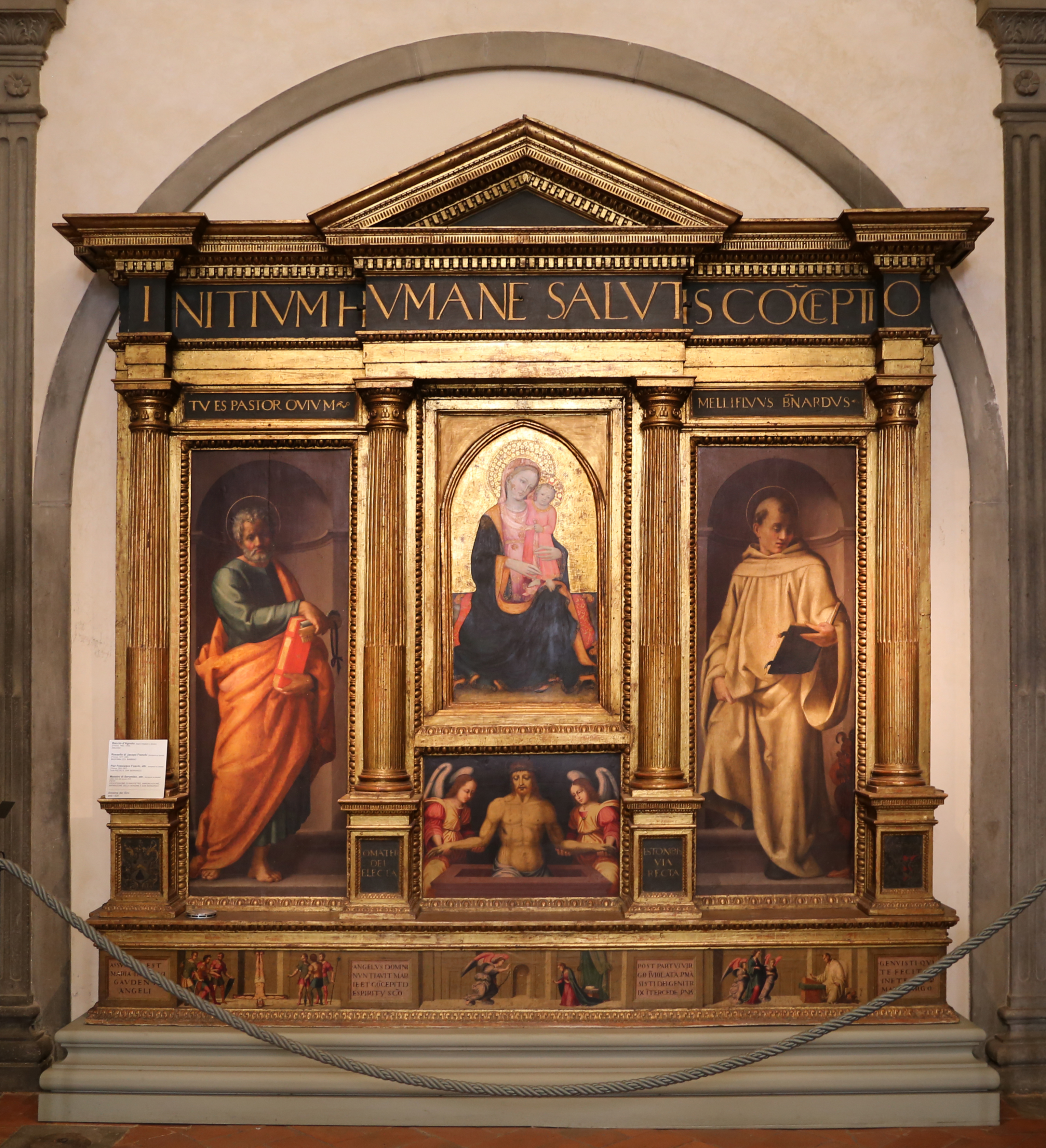
L'ancona un tempo sull'altare maggiore

Nell'abside si trova un altro polittico composto da opere di vari autori ed epoche. L'ancona lignea, composta come la facciata di un tempio rinascimentale, con architrave e timpano retto da semicolonne scanalate, è opera di Baccio d'Agnolo e venne commissionata da Bernardo di Pietro Bini tra il 1520 e il 1525, come conferma un'iscrizione ormai poco leggibile sul chiusino tombale murato nel pavimento dell'oratorio. Al centro si trova la tavola della Madonna dell'Umiltà di Rossello di Jacopo Franchi, affiancata da un San Pietro e un San Bernardo di Pier Francesco Foschi. Sotto si trovano la tavola con la Pietà e più sotto la predella composta da tre pannelli con il Martirio di san Pietro da Verona, l'Annunciazione e l'Apparizione della Vergine a San Bernardo, opere del Maestro di Serumido, un pittore locale attivo soprattutto in Oltrarno. La Madonna dell'Umiltà fu trafugata nel 1931 e recuperata solo nel 1971 da Antonio Paolucci.
Alla parete sinistra della navata si trova il Crocifisso in legno dipinto attribuito a Baccio da Montelupo, ed accanto è il bassorilievo in stucco dorato e dipinto della Madonna col Bambino della bottega di Lorenzo Ghiberti, che faceva parte del corredo originale dell'oratorio.
In controfacciata è collocato invece un altro, più grande Crocifisso ligneo che dopo il restauro del 2002 che lo ha liberato da una vernice scura si è rivelato di alta qualità: viene attribuito a uno scultore che interpreta la lezione del Crocifisso donatelliano di Santa Croce, sul 1425-1430, oppure ad un maestro non ancora individuato, ma vicino culturalmente e cronologicamente ai modelli precedenti non solo di Donatello, ma anche di Brunelleschi, databile quindi più presto, intorno al 1405-1415 circa.
Completano il corredo artistico la collezione di argenti liturgici, dalle parrocchie di San Pier Gattolino e San Felice in Piazza, di manifattura fiorentina e toscana dei secoli XVII-XX.

## Altre immagini

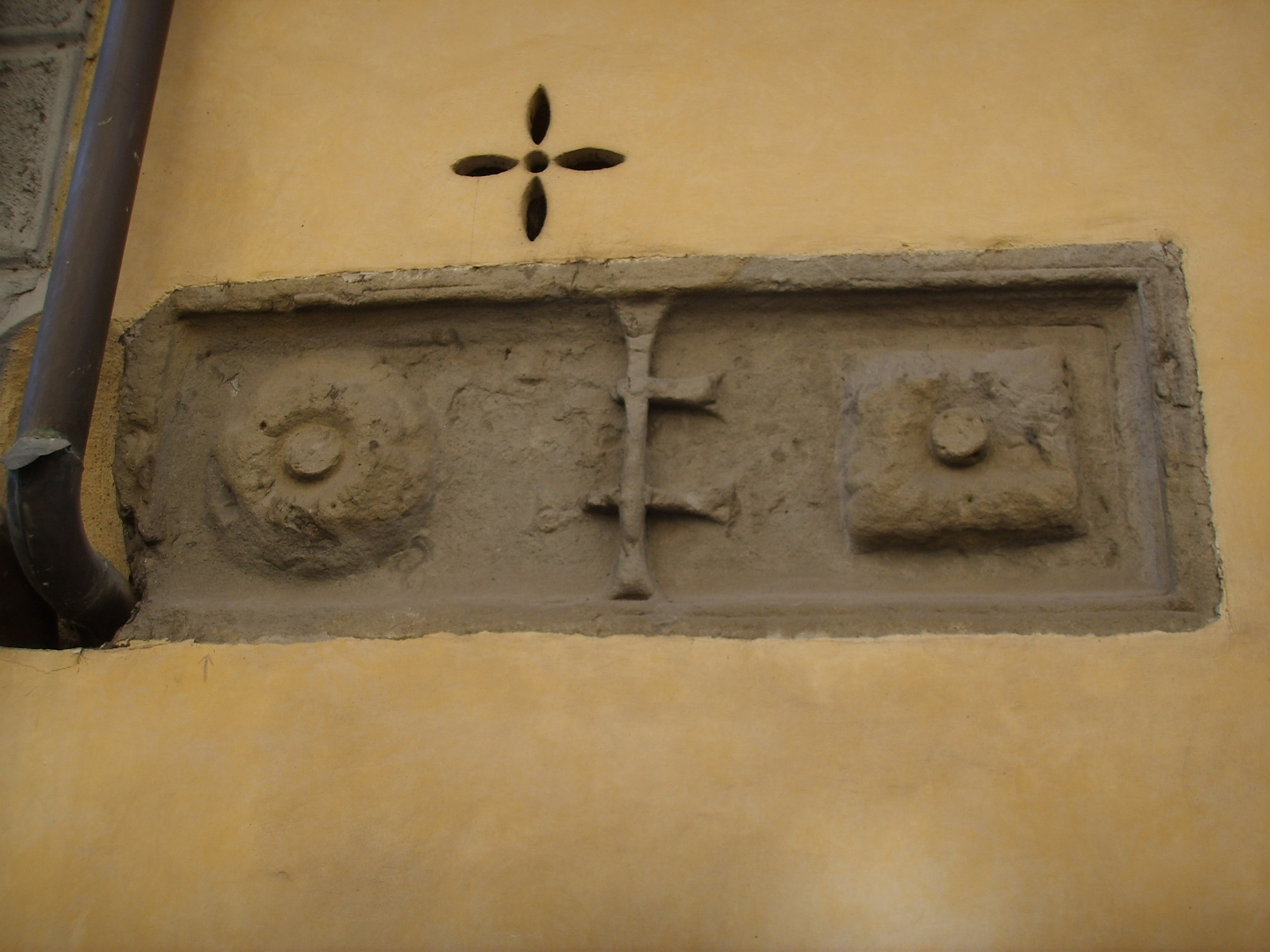
Stemma duecentesco in facciata
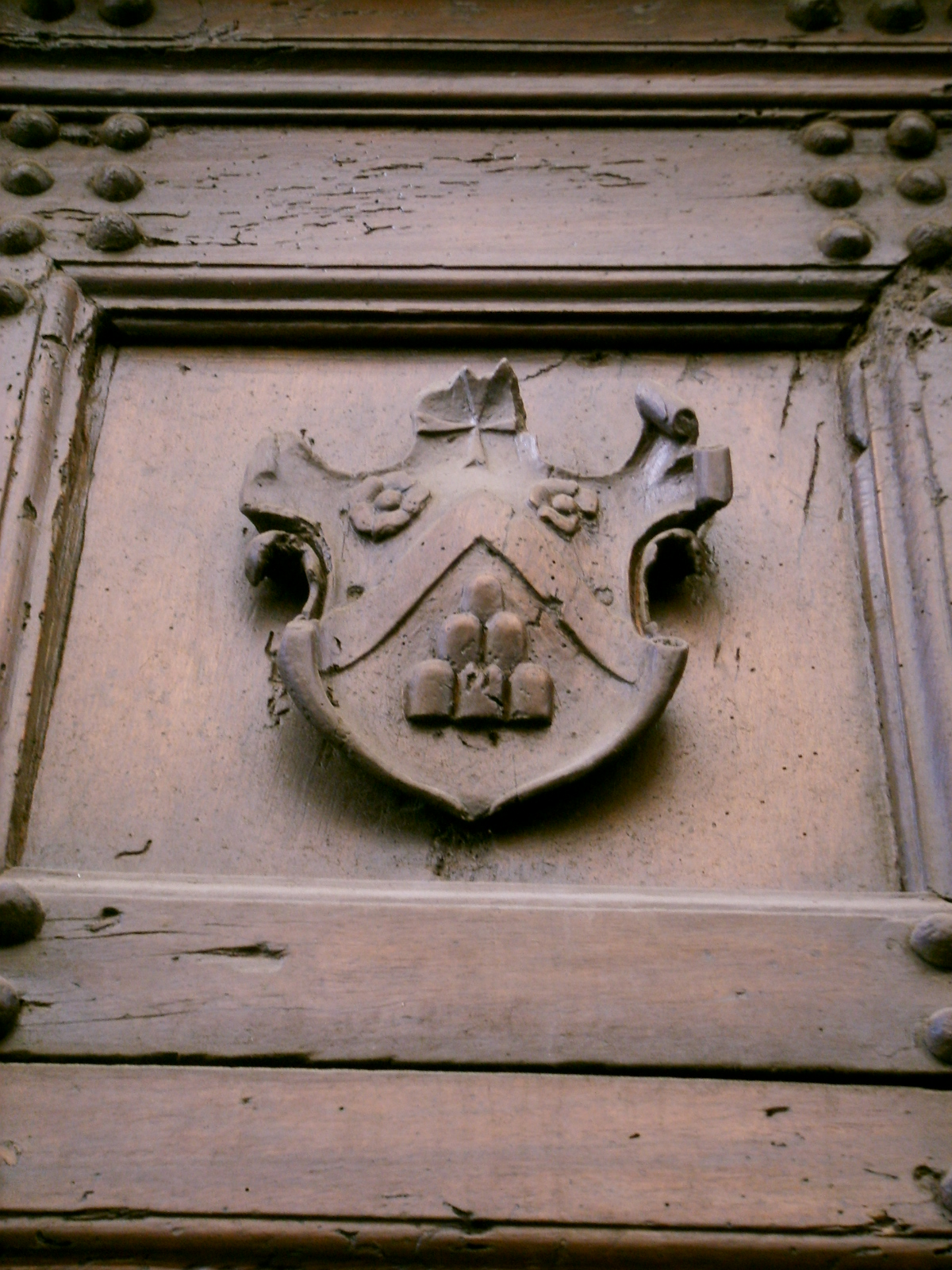
Stemma Bini sul portale
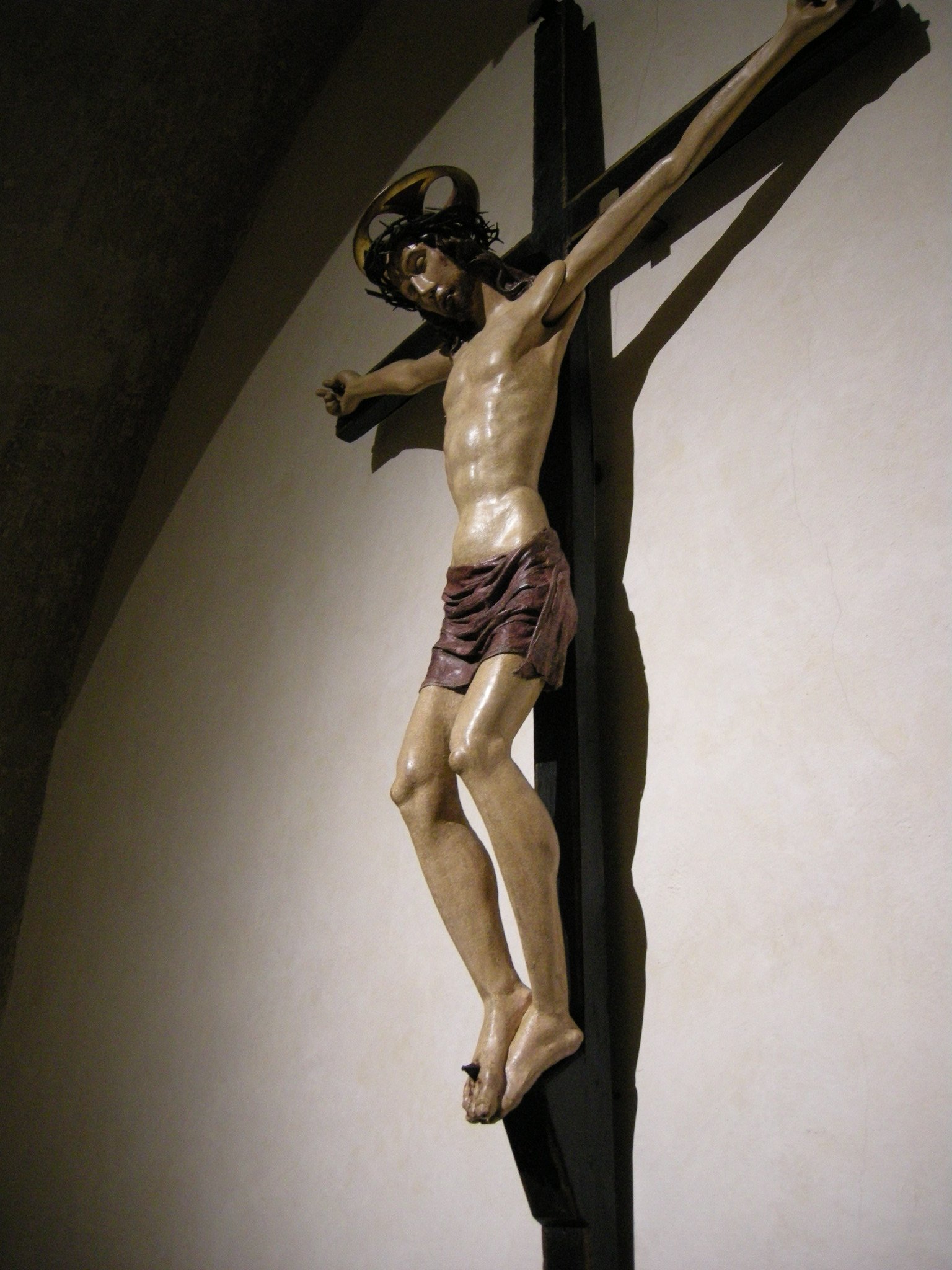
Crocifisso ligneo